# Plagiomnium novae-zealandiae
Plagiomnium novae-zealandiae är en bladmossart som beskrevs av T. Koponen 1977. Plagiomnium novae-zealandiae ingår i släktet praktmossor, och familjen Mniaceae. Inga underarter finns listade i Catalogue of Life.